# Politický střed
Politický střed nebo centrismus zahrnuje takové politické strany, jejichž programové cíle leží mezi levicí a pravicí.
Politický střed hraje významnější roli zejména v systémech více stran. V širším smyslu název také odkazuje na středolevé a středopravé strany.
Jde zejména o strany regionální, etnické a environmentální (zelené) a strany s nevyjasněným ekonomickým programem, též liberální strany tzv. třetí cesty či strany křesťansko-demokratické.